# Костёл Вознесения Пресвятой Девы Марии (Вильнюс)
Костёл Вознесе́ния Пресвято́й Де́вы Мари́и (лит. Švč. M. Marijos Ėmimo į Dangų bažnyčia, пол. kościół Wniebowzięcia Najświętszej Maryi Panny), более известный как францисканский костёл (Pranciškonų bažnyčia), kościół franciszkanów, также как францисканский костёл на Песках (kościół Franciszkanów na Piaskach) — один из старейших католических храмов в Вильнюсе. Ансамбль храма и зданий монастыря является охраняемым государством объектом культурного наследия национального значения. Код ансамбля в Реестре культурных ценностей Литовской Республики 769, код храма —  25024
Располагается в Старом городе на улице Траку (Trakų g. 9 / Pranciškonų g. 1), в глубине сквера. Комплекс бывшего францисканского монастыря с примыкающими к нему зданиями часовни Сузина и храма занимает большой участок между улицами Траку, Пранцишкону, Лидос и Кедайню. Неприходской храм, принадлежит францисканцам конвентуалам. Службы на литовском языке в будние дни в 17:30 и по воскресеньям в 10:00, на польском языке в будние дни в 19:00 и по воскресеньям в 11:30 (для детей в 13:00). Ректор Марек Деттлафф.

## История
Монахи францисканцы в Вильно были уже при Гедимине: в письме князя, датированном 26 мая 1323 года, саксонским францисканцам, упоминается церковь, выстроенная для францисканцев «в нашем королевском городе, именуемом Вильно». Её местоположение не установлено.
Согласно традиции, при Ольгерде воевода Пётр Гоштовт пригласил четырнадцать францисканских монахов и заложил для них в своём владении монастырь Девы Марии в том месте, где позднее располагался епископский дворец. В отсутствие Ольгерда и Гоштовта, отправившихся в поход на Москву, жители города монастырь сожгли, а монахов предали смерти. Гоштовт пригласил других монахов и новый монастырь заложил близ своего дома на Песках:

Y potom Petr Gasztolt pryweł inszych mnichow franciszkan, y ne smeł wżo na tom mestcy klasztora im budowaty, hde perwych pokażeno, y wczynił im klasztor na tom mestcy, hde był sobi dom zbudował, na peskoch nad Winkrom, hde teper klasztor Matki Bozskoy stoit, y od tych czasow stał perszy klasztor chrystyanski rymskoho zakonu u Wilni mniszy Matki Bozskoy.

Распространённая версия, однако, не подтверждается исследованиями и документами. По документальным данным, виленский староста Ганул в 1388—1392 году свои владения в Вильно записал костёлу Святого Николая и францисканскому монастырю. Францисканская обитель впервые упоминается в привилее Ягайлы 1387 года, храм — в 1392 году.

Монастырь сожгли крестоносцы в 1390 году. В 1399 году он снова горел, но был отстроен заново. Основанный в 1387 году храм (вероятно, деревянный) был построен или отстроен после нашествия крестоносцев в 1410 году. Каменный костёл Вознесения Пресвятой Девы Марии был построен и освящён в 1421 году. В 1533 году пожар полностью уничтожил храм. Вскоре он был отстроен. В 1655 году монастырь и костёл был разграблен московскими войсками и казаками, а затем сильно пострадал при длившемся семнадцать дней пожаре. После 1661 года храм был восстановлен. К 1675 году храм был каменным, оштукатуренным, крытый черепицей, с десятью пилонами, тремя капеллами, органом, четырнадцатью алтарями. В 1702 году костёл и монастырь были разграблены шведами. Храм страдал от опустошительных пожаров 1737 и особенно 1748 года, когда он полностью выгорел. Отдельно от храма, не тронутая пожарами, стояла колокольня, напоминающая своей формой башню (возведена в XVI веке). В колокольне было 5 колоколов. Башня была разрушена в 1872 году. В 1708 году на кладбище при костёле Михал Сузин построил семейный мавзолей-часовню в стиле позднего барокко. 

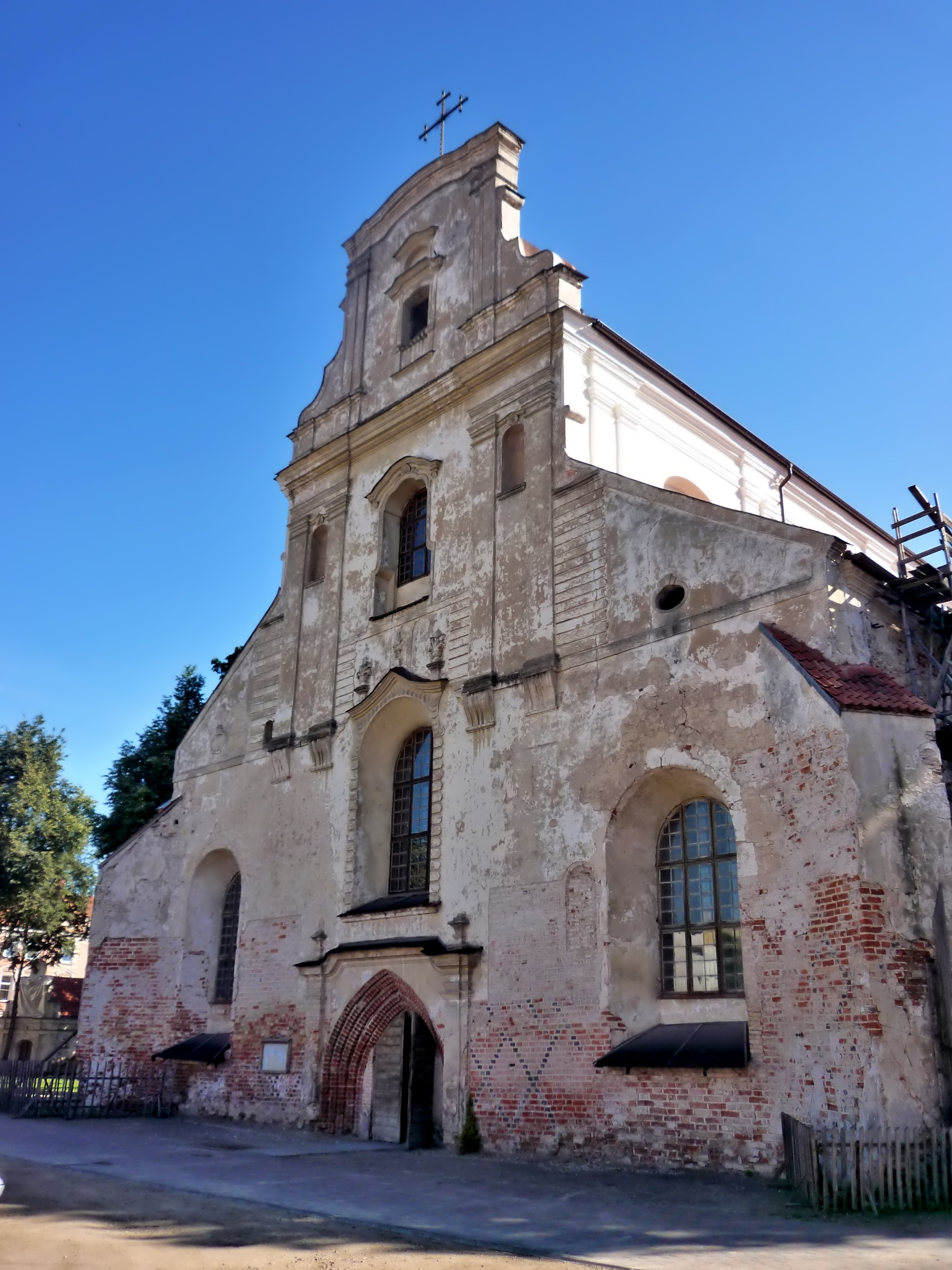
Главный фасад костёла

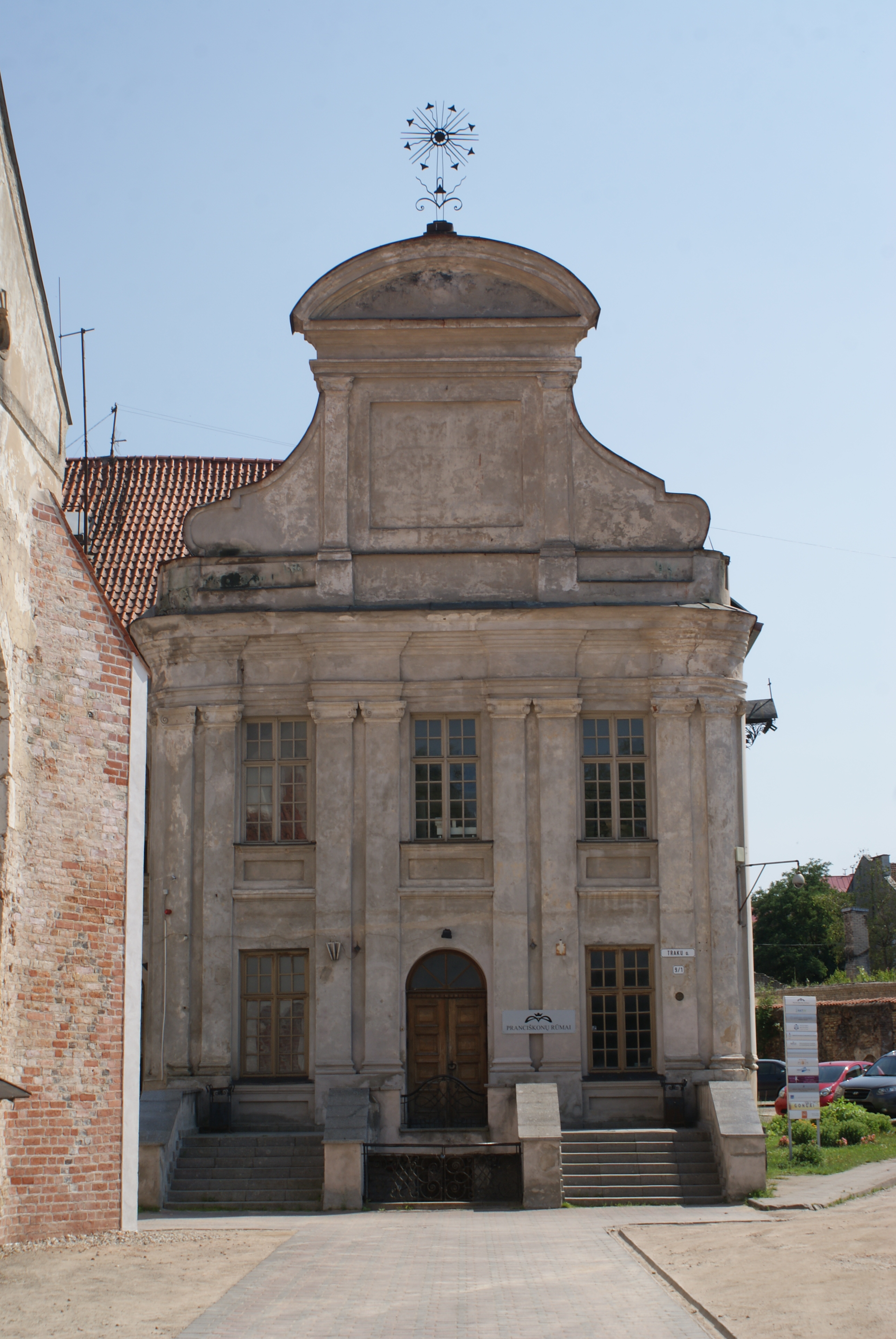
Фасад костёла и часть монастырского комплекса

Во второй половине XVIII века храм и монастырь реконструировали, как предполагается, Казимир Каминский и Антоний Коссаковский. Костёлу были приданы черты позднего барокко. Значительно обновленный костёл был заново освящён в 1764 году; с тех пор до наших дней в целом сохранялся его архитектурный облик.
При нашествии французов в 1812 году в костёле было устроено зернохранилище, а в монастыре — больница. В монастыря имелось большое собрание старинных книг, большую часть которых расхитили французы. После восстания 1831 года российскими властями в части монастырских помещений была устроена тюрьма для политических заключённых, в части действовал военный госпиталь (1831—1837). В 1837 году в зданиях монастыря был размещён губернский архив.
В 1862 году перед костёлом проходили религиозно-патриотические антироссийские манифестации с пением польского гимна. Монахи поддержали восстание 1863 года. Летом 1864 года российскими властями костёл и монастырь закрыты. Фрески и скульптуры были уничтожены. В части помещений монастыря была устроена тюрьма. В другие монастырские здания и храм были переведены государственный и городской архивы; остальные монастырские строения были заняты городским ломбардом, оружейным складом, приютом Святой Зиты, читальней и другими учреждениями. Позднее в зданиях бывшего монастыря действовали Литовское научное общество (Lietuvių mokslo draugija; 1908—1917), двухклассная литовская школа (1908—1924; в южном корпусе монастыря, при улице Лидос), учреждённая филантропом Юзефом Монтвиллом биржа труда, общежитие для гимназистов литовской гимназии и другие заведения.
В 1872—1876 годах здания монастыря и костёла перестраивались по проекту архитектора Н. М. Чагина, чтобы приспособить их под архив. При этом внутреннее пространство храма было поделено на пять этажей.
В 1902—1903 году по инициативе и на средства графа Антония Тышкевича был разобран забор монастыря и примыкающие к зданию костёла малоценные строения арендаторов, срок аренды которой истёк. На их месте был устроен сквер.
С 1919 года до открытия в 1934 года возвращённого францисканцам конвентуалам костёла службы проходили в сохранившейся часовне. В 1931 году в сквере неподалёку от костёла был открыт памятник Монтвиллу (скульптор Болеслав Балзукевич, архитектор Ян Бровский).
В 1948 году (по другим сведения в 1949 году) храм и костёл были закрыты, здания национализированы. В зданиях опять расположился архив, в части монастырских зданий были устроены квартиры, общежития, склады, различные учреждения. В 1986 году монастырский комплекс был передан Республиканскому совету обществ научно-технического творчества, учредившему здесь Дворец науки и техники. В реставрированных помещениях расположились Американский центр и другие учреждения. 15 мая 1998 года костёл был возвращён францисканцам конвентуалам. В настоящее время ведутся реставрационные работы, но службы уже проходят.

## Архитектура

### Часовня
Часовня, закрытая вместе с костёлом в 1864 году, постепенно приходила в упадок. В 1904 году по инициативе инженера Станислава Блажевича она была отремонтирована на пожертвования. Её использовали для отпеваний. После Второй мировой войны она долгое время была заброшена. В 1969 году по проекту архитектора Антанаса Кунигелиса бывшая часовня была отреставрирована. Некоторое время в ней действовал магазин сувениров.